# Sovjeternas palats

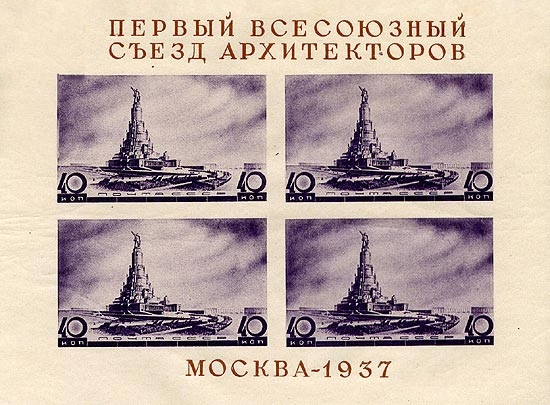
Sovjetiskt frimärke från 1937 med skiss av Sovjeternas Palats.

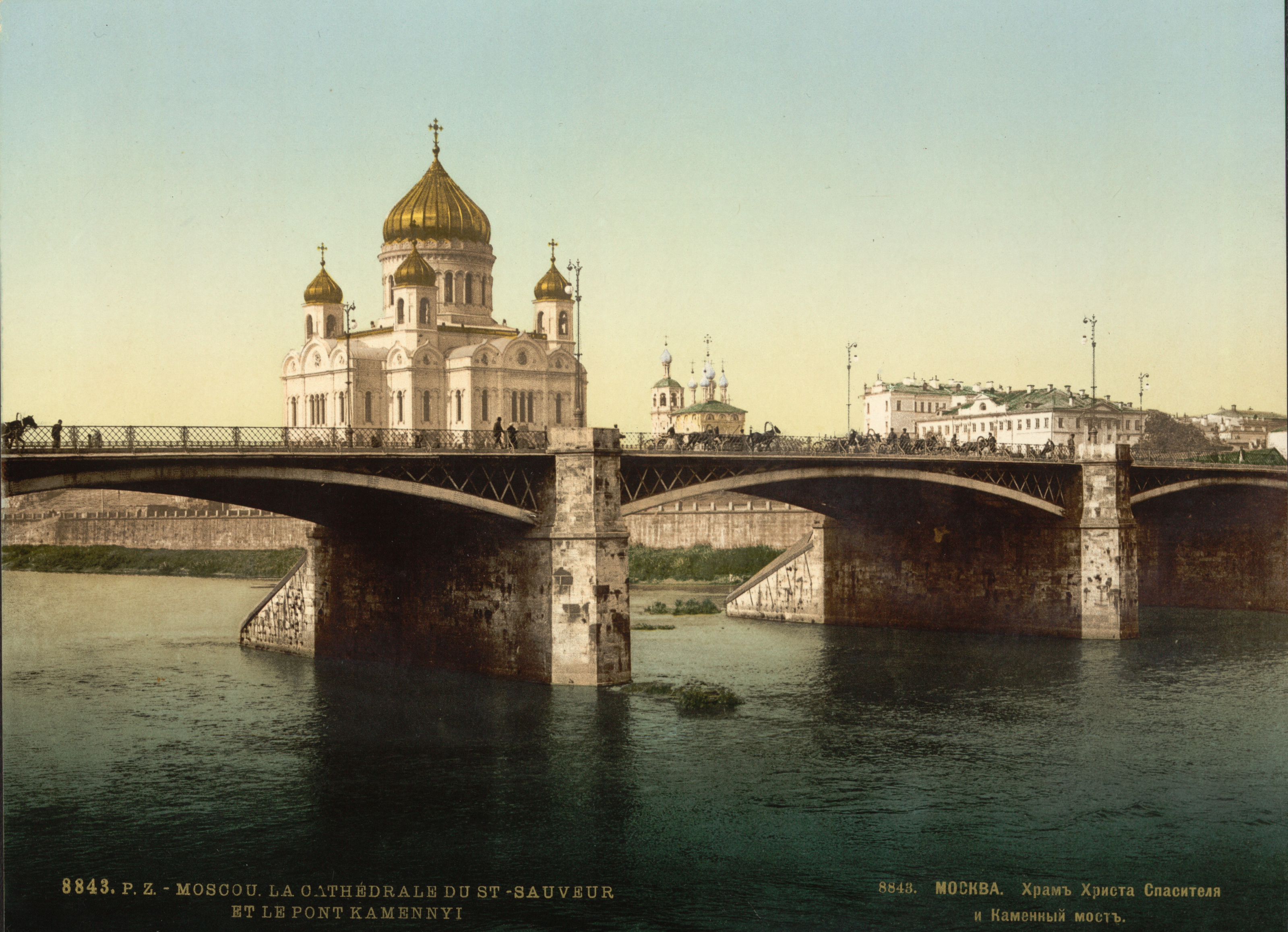
Kristus Frälsarens katedral som sprängdes 1931 och återuppbyggdes 2000. Vykort från 1905.

Sovjeternas palats (ryska: Дворец советов, Dvorets sovetov) var ett projekt för uppförandet av en monumentalbyggnad i Moskva som skulle innehålla Sovjetunionens administrativa centrum och en kongresshall. Palatset skulle ligga nära Kreml, på platsen för Kristus Frälsarens katedral som 1931 revs för ändamålet. Palatset skulle ha blivit 415 meter högt och därmed världens högsta byggnad vid denna tid. En reviderad form mätte 320 meter, marginellt högre än Chrysler Building. Byggarbetet påbörjades 1937 men avbröts under andra världskriget och fullföljdes aldrig. Formen plundrades på stål och betong och efter Sovjetunionens fall återställdes den tidigare katedralen.

## Historik
Under 1920-talet hade det flera gånger inom den sovjetiska partiledningen uppkommit förslag på att uppföra en ny byggnad för Sovjetunionens centrala administration och en stor kongresshall som kunde rymma alla representanter från unionens sovjetrepubliker.
I februari 1931 utlystes en arkitekttävling för Sovjeternas palats, men den resulterade inte i något tillfredsställande förslag. En andra tävlingsomgång utlystes i juli samma år. Då hade partiet bestämt att Kristus Frälsarens katedral skulle rivas och ge plats åt det planerade palatset. Katedralen sprängdes den 5 december 1931.
Till den andra tävlingsomgången i juli inkom förslag från internationella modernistiska arkitekter som Le Corbusier, Joseph Urban, Walter Gropius, Erich Mendelsohn och Armando Brasini, Boris Jofans italienska lärare. Amerikanska bidrag samordnades av Albert Kahn. Tävlingsjuryn, med Stalin som dess mest betydande medlem, utsåg ingen vinnare utan valde tre skisser som klart visade att juryn önskade en byggnad i klassicistisk stil. Därefter genomfördes ytterligare en tävlingsomgång mellan dessa skisser vilken resulterade i nya ritningar som helt saknade modernistiska stildrag och endast bar nyklassicistiska element.
Förslaget som vann tävlingen för palatsets utformning gjordes av den sovjetiska arkitekten Boris Jofan. Jofans förslag utvecklades därefter av Jofan, Vladimir Sjtjuko och Vladimir Gelfrejch till en enormt hög skyskrapa med en staty av Lenin på toppen. Byggnadsarbetet påbörjades 1937 men avbröts vid Tysklands invasion av Sovjetunionen 1941. Åren 1941–1942 monterade man ner byggnadens stålkonstruktion för att använda stålet i befästningar och broar. Byggandet återupptogs aldrig, och 1958 omvandlades byggrunden till världens största offentliga utomhuspool. Den rivna Kristus Frälsarens katedral återuppfördes 1995–2000, efter Sovjetunionens upplösning.